# Carl Dietrich Hildisch
Carl Dietrich Hildisch (Horten, 1867. április 22. – Bærum község, 1949. szeptember 16.) német származású norvég politikus, a fasiszta Nasjonal Samling párt volt tagja.

## Életpályája
Norvégiában született német szülők gyermekeként. Az 1912-ben alakult De-No-Fa cég társalapítója és első igazgatótanácsának tagja volt. 1933-ban csatlakozott a fasiszta Nasjonal Samling párthoz, de az 1940-ben bekövetkező norvégiai náci megszállásig nem volt aktív tag. 1940 májusában Sicherheitspolizei számára szolgáltatott információkat a helyi üzletemberekről. Később a De-No-Fa igazgatójává vált. 1943 februárjában a Federation of Norwegian Industries elnökévé nevezték ki, miután az addigi vezetőséget leváltották. 1943. május 1-én a frissen alakult Norges Næringssamband alelnöke lett, ahol közeli támogatója volt az elnök Alf Whist-nek. A német megszállás 1945. május 8-án ért véget, amikor is Hildisch elveszítette minden addigi pozícióját. A háború után nem vonták felelősségre idős kora miatt (a háború végekor 78 éves volt). Hildisch 1949-ben hunyt el 82 évesen.

## Fordítás
- Ez a szócikk részben vagy egészben  a   Carl Dietrich Hildisch című angol Wikipédia-szócikk ezen változatának fordításán alapul.  Az eredeti cikk szerkesztőit annak laptörténete sorolja fel. Ez a jelzés csupán a megfogalmazás eredetét és a szerzői jogokat jelzi, nem szolgál a cikkben szereplő információk forrásmegjelöléseként.